# Elena Villagrasa Ferrer
Elena Villagrasa Ferrer (Bujaraloz) es una geóloga y conservacionista española. En 2020, se convirtió en la primera mujer en dirigir el parque nacional de Ordesa y Monte Perdido, ubicado en la provincia de Huesca, Aragón.

## Trayectoria
Se licenció en Geología por la Universidad de Zaragoza (UNIZAR). En 2001, aprobó las oposiciones de técnicos facultativos superiores de organismos autónomos del Ministerio de Medio Ambiente de España. Al año siguiente, en 2002, empezó a trabajar en el parque nacional de Ordesa y Monte Perdido, como jefa de equipo de conservación. En 2015, Villagrasa realizó varios estudios sobre la situación de las poblaciones del lagópodo alpino y el mochuelo boreal en el parque nacional de Ordesa y Monte Perdido.
En su labor de divulgación sobre los aspectos relacionados con la conservación medioambiental en el parque nacional, y con la perspectiva de su trabajo como técnica de Ordesa, participó en 2018 en las jornadas del centenario de Ordesa y Monte Perdido, realizadas en la localidad de Torla en Huesca, con la ponencia El parque nacional visto por sus técnicos. Ese mismo año, llevó a cabo la coordinación editorial de la publicación del Cuaderno de campo del centenario del parque nacional de Ordesa y Monte Perdido (1918-2018).
Desde 2020, Villagrasa es la directora del parque nacional de Ordesa y Monte Perdido. Su nombramiento se produjo en sustitución a Manuel Montes, y se convirtió en la primera mujer en ocupar este cargo.
Entre otros proyectos del parque nacional, trabaja en la ordenación de pastos para garantizar la ganadería extensiva y el uso de los pastorales en el marco del proyecto Interreg-POCTEFA Pirineos-Monte Perdido Patrimonio Mundial 2. Bajo su dirección se han autorizado 17 proyectos de investigación enfocados en el cambio climático en colaboración con diferentes entidades como el Instituto Pirenaico de Ecología, el Museo de Ciencias Naturales, el Instituto Nacional de Investigación y Tecnología Agraria y Alimentaria y las universidades de Barcelona y Lérida.

## Obra
- 2018 – Peces, anfibios y reptiles del Parque Nacional de Ordesa y Monte Perdido. Organismo Autónomo de Parques Naturales. ISBN 9788480149150.[14]
- 2018 – Aves del Parque Nacional de Ordesa y Monte Perdido. Organismo Autónomo Parques Nacionales. ISBN 9788480149181.[15]
- 2019 – Mamíferos del Parque Nacional de Ordesa y Monte Perdido. Diputación Provincial de Huesca. ISBN 9788483219102.[16]